# Histoire de Glasgow

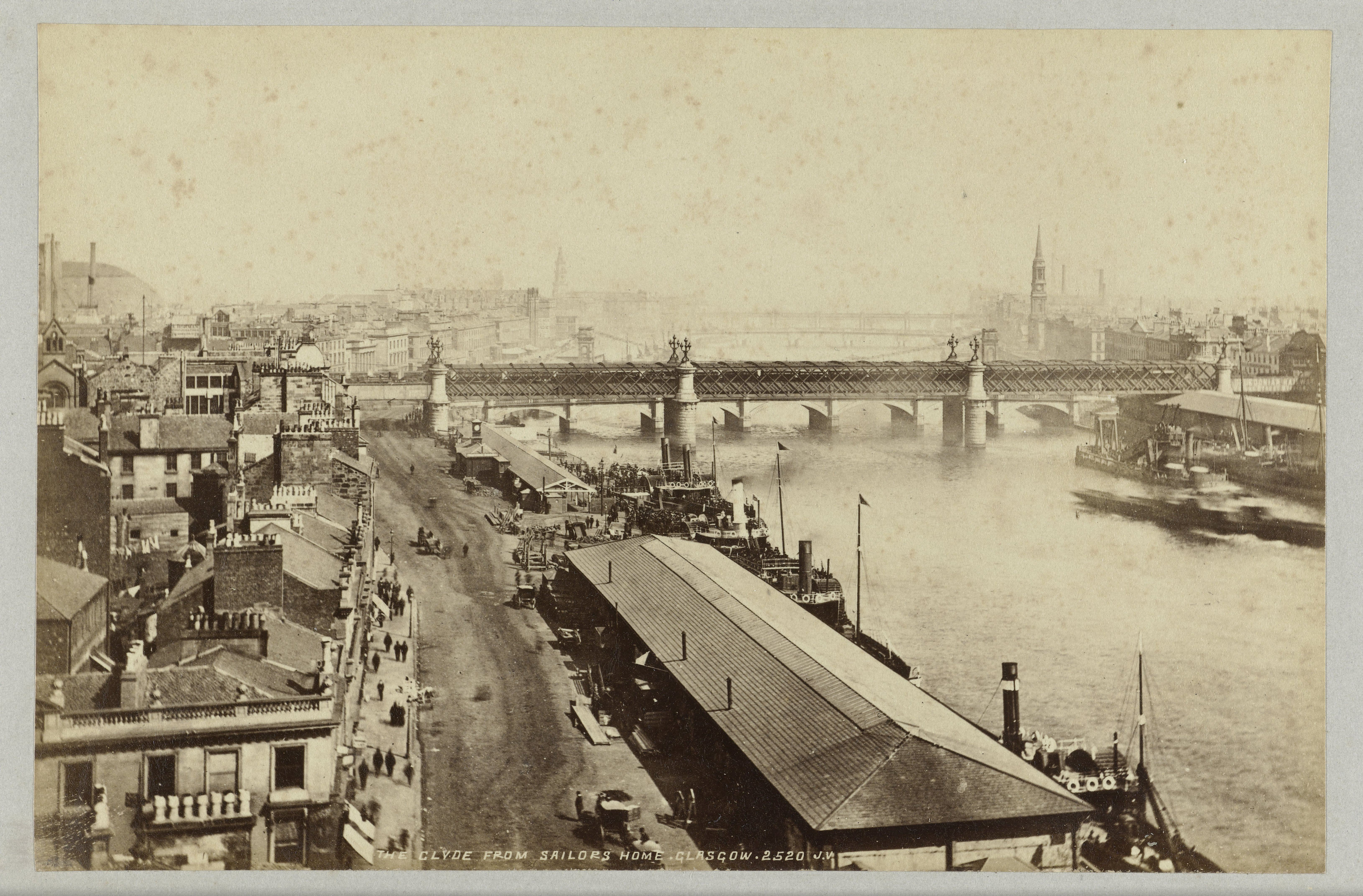
Docks de Glasgow en 1860.

Cet article décrit l'histoire de Glasgow.

## Les premiers temps

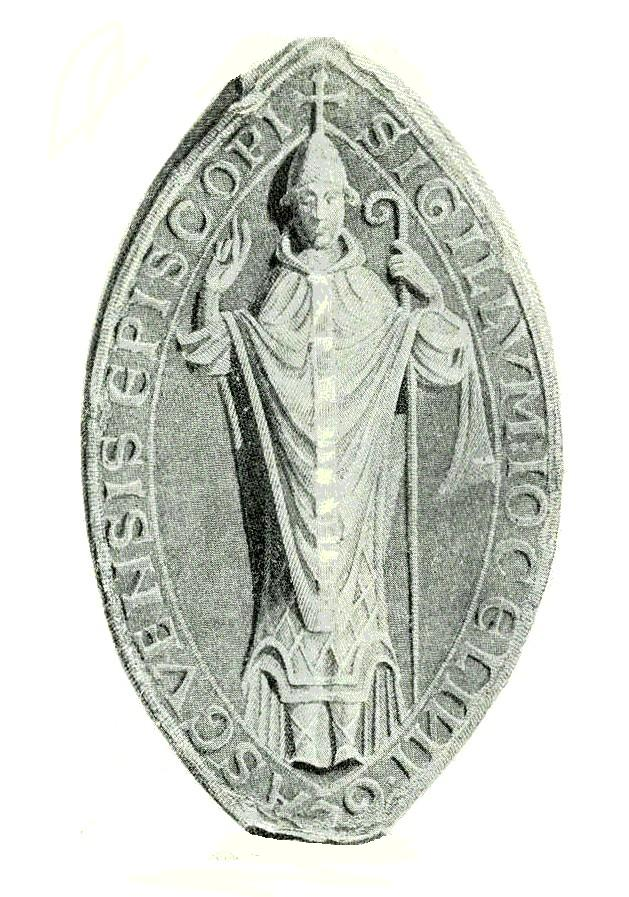
Le sceau de Jocelin, évêque de Glasgow.

Le site actuel de Glasgow, le point le plus en aval de la Clyde proposant  un passage à gué et servant de lieu de pêche au saumon, est occupé depuis la préhistoire. Les origines de Glasgow comme ville établie découlent en dernière analyse de sa position médiévale comme deuxième plus grand évêché d’Écosse. Glasgow s’est développée au cours des Xe et XIe siècles sous l’impulsion du roi David Ier d'Écosse et de l’évêque John Capellanus.

Auparavant le site était le lieu d’un ancien ensemble religieux établi par saint Mungo, aussi nommé saint Kentigern au cours du VIe siècle. Saint Mungo est supposé avoir converti les Écossais au christianisme. Il bâtit une église chrétienne sur les rives du Molendinar Burn où on lui attribue la réalisation de quatre miracles qui lui valent d'apparaître sur le blason de la ville. Mais l'on ne peut parler d'Écosse ni d'Écossais pour le VIe siècle. Au nord de Glasgow se trouve le domaine des Pictes, qui n'ont rien de commun avec les Brittons anciens ou romanisés, n'étant pas à l'origine des populations celtes. Ce qui devient Glasgow constitue en tout cas la zone la plus au nord des terres gouvernées de façon éphémère par les peuples britanniques, mais commence à appartenir aux tribus Scots qui sont des Gaëls d'Irlande, formant sur les rivages de la côte ouest les premières installations durables qui, quelque trois siècles plus tard, peuvent annexer les terres voisines et fonder l'Écosse sous l'autorité chrétienne. L'Écosse est donc héritière, par son passé, de la civilisation celtique devenue romaine et chrétienne, celle de l'île de Bretagne, et la ville de Glasgow partage la même origine. Saint Gildas (Sant Weltaz) et saint Patrick (Sant Padrig), tous les deux Britto-Romains, sont originaires de cette contrée de l'estuaire de la Clyde. Entre la mort de saint Mungo, le 13 janvier 603, et la fondation de l'archevêché de Glasgow, en 1175, on connaît peu de détails sur l'histoire de la ville.

## La ville épiscopale
L'évêché devient l'un des plus grands et plus riches dans le Royaume d'Écosse. Entre 1175 et 1178 cette position est encore renforcée lorsque l'évêque Jocelin obtient du roi Guillaume Ier d'Écosse le statut de burgh pour la cité épiscopale. Cela permet à la ville de se développer en exploitant des monopoles économiques et autres garanties juridiques. Entre 1189 et 1195, ce statut est complété par la création d’une foire annuelle, foire qui perdure de nos jours sous le nom de foire de Glasgow.
La ville de Glasgow grandit au fil des siècles. La fondation de l’université de Glasgow en 1451 et l'élévation de l’évêché au rang d’archevêché en 1492 améliore encore le statut de la ville, tandis que l'université d'Édimbourg, autre pôle culturel prestigieux en Écosse, est déjà connue dans toute l'Europe.
Daniel Defoe qui visite la ville au début du XVIIIe siècle écrit dans son livre A tour thro' the Whole Island of Great Britain que Glasgow est la plus propre et la plus belle ville de Grande-Bretagne, Londres excepté. À cette époque la population de la ville s’élève à environ 12 000 habitants.

## La prospérité
Après l’Acte d’Union de 1707, l’Écosse entre dans une grande phase de prospérité. Glasgow a accès aux échanges avec le vaste marché de l’Empire britannique et devient une place prépondérante dans le commerce international en étant une plaque tournante du commerce vers les Amériques, en particulier pour le commerce du tabac, du coton et du sucre. Un port en eau profonde est créé à Port Glasgow sur le Firth of Clyde, la Clyde étant à cette époque de faible profondeur au cœur de la ville. À la fin du XVIIIe siècle, plus de la moitié du commerce du tabac britannique est concentré sur la Clyde à Glasgow.

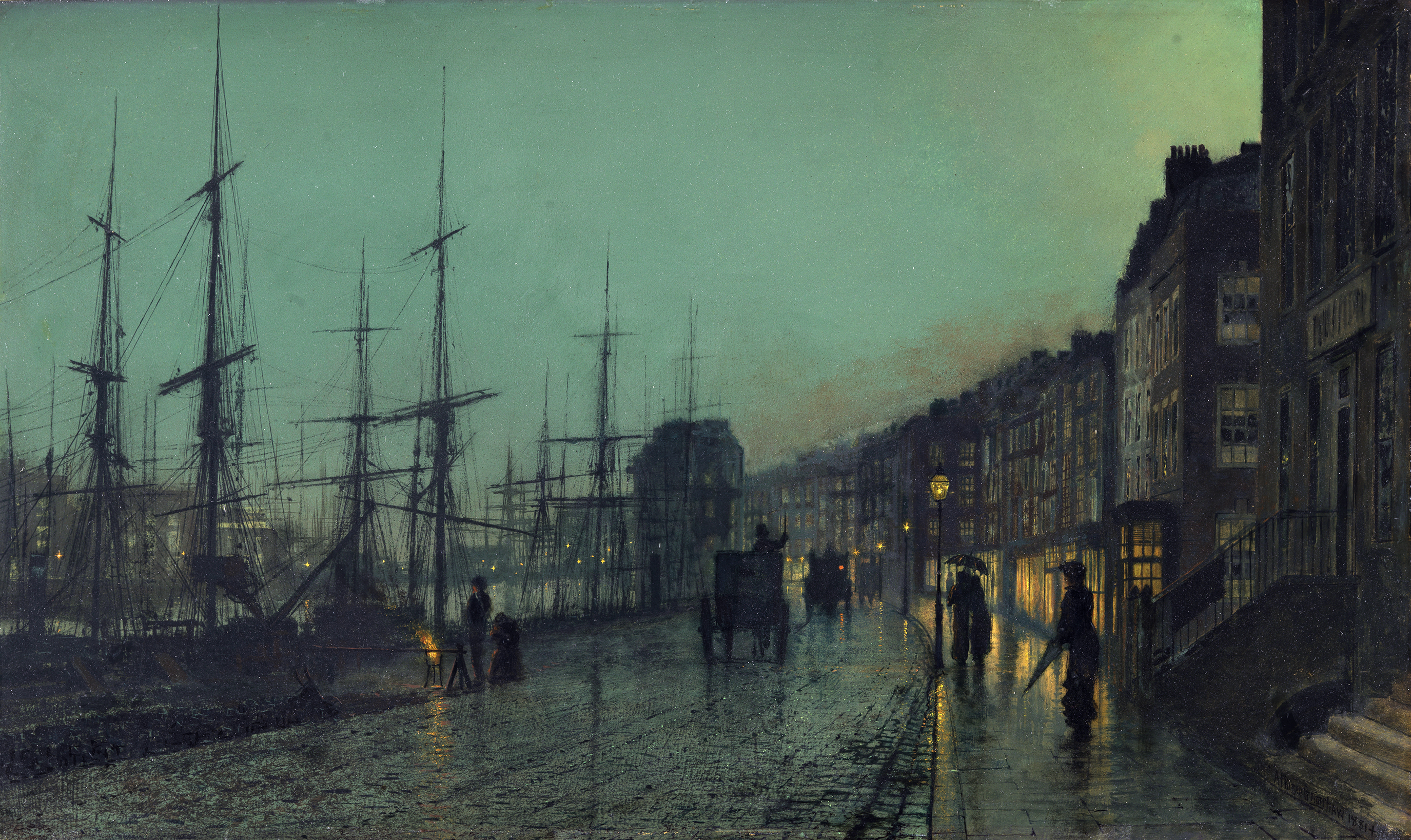
La Navigation sur la Clyde, Grimshaw, 1881.

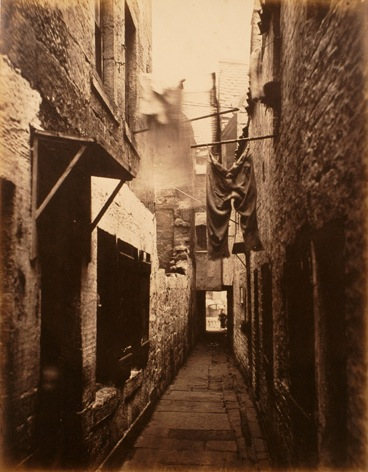
Un quartier pauvre (slum) en 1871.

Grâce à son développement industriel, Glasgow produit des textiles et des produits sidérurgiques qui sont exportés. L’ouverture du Monkland Canal et du bassin de Port Dundas en 1795 facilitent l’accès au minerai de fer et aux mines de charbon du Lanarkshire. Un vaste programme d’aménagement fluvial de la Clyde avec un dragage en profondeur jusqu’à Glasgow permettant l’accès  de la ville aux navires de haute mer fait de la construction navale une industrie majeure sur les tronçons supérieurs de la Clyde. Dans le même temps la Clyde devient une importante source d’inspiration pour les artistes comme John Atkinson Grimshaw désireux de dépeindre la nouvelle ère industrielle et le monde moderne. La population de Glasgow dépasse celle d’Édimbourg en 1821. À la fin du XIXe siècle, la ville est devenue la deuxième ville de l’Empire. En 1870, elle produit plus de la moitié du tonnage des ports de Grande-Bretagne et le quart des locomotives du monde.
La physionomie historique de la ville date du XIXe siècle pour sa majeure partie. C’est à cette époque là que sont réalisés les plus beaux bâtiments et que la ville adopte son plan actuel. La cathédrale Saint-Mungo (achevée au milieu du XVe siècle) et la maison Provand's Lordship (1471) sont des bâtiments plus anciens, mais sont des exceptions. La ville est de plus dotée d’un approvisionnement en eau stable avec l’aqueduc de Milngavie, d’un métro, un réseau de tramway, d’une mairie monumentale et de quelques équipements culturels tels que la Mitchell Library et le Kelvingrove Art Gallery and Museum. La ville de Glasgow a accueilli une série d’expositions internationales à Kelvingrove Park, en 1888, 1901 et 1911. Celle qui eut lieu au Parc Bellahouston en 1938, connue sous le nom d'Empire Exhibition avait parmi ses principales attractions une tour en acier de 300 pieds (91,44 m) de haut, la Tait Tower, qui fut démontée l'année suivante.

## LeXXesiècle

### Difficultés économiques

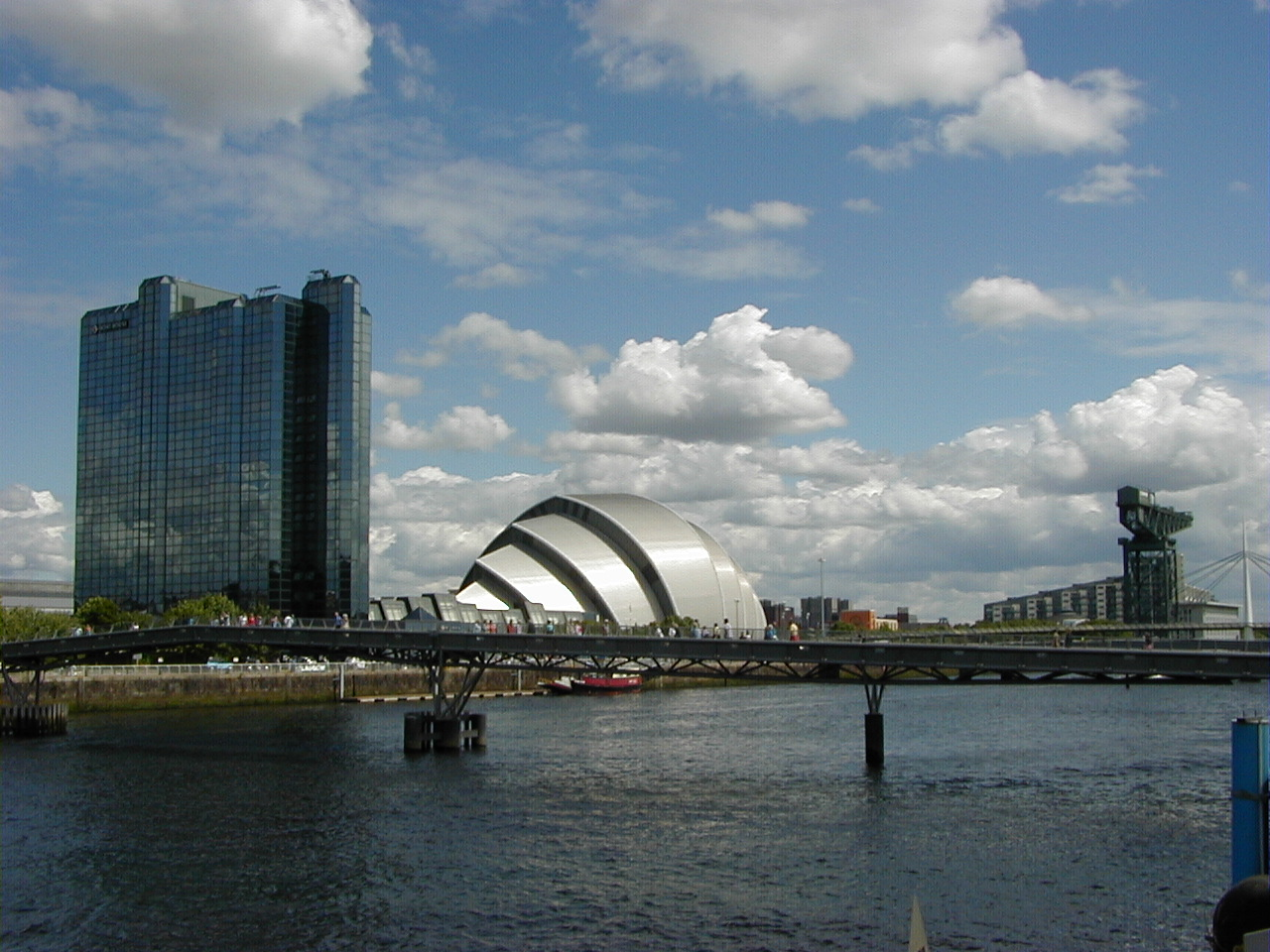
La régénération de Glasgow a mis l'accent sur la Clyde et a créé des structures emblématiques, telles que le Clyde Auditorium.

Le XXe siècle a vu se succéder une période de déclin puis de renouveau pour la ville de Glasgow. Après la Première Guerre mondiale, la ville souffre de la récession et ensuite de la Grande dépression de la fin des années 1920. Cela se traduit par une hausse du socialisme radical qui se révèle au sein d’un mouvement glaswegian, le Red Clydeside. La ville retrouve un peu de forces grâce à l’économie de guerre organisée pendant la Seconde Guerre mondiale, même si elle doit faire face aux bombardements allemands. Elle bénéficie ensuite fortement du boom d’après guerre qui dure jusque dans les années 1950. Cependant la décennie suivante, Glasgow voit sa position dominante dans de nombreux secteurs s’affaiblir. La raison en est un manque d’investissements et d’innovation conjugué à la concurrence croissante de pays comme l’Allemagne et le Japon. Glasgow entre alors dans une longue période de déclin économique avec une désindustrialisation rapide conduisant à un chômage élevé, un déclin de l’urbanisme et une perte démographique très importante. La population dépend de plus en plus des aides sociales et le niveau sanitaire de la population est en baisse. On trouve néanmoins quelques tentatives de régénération de la ville comme celle proposée par le très controversé Rapport Bruce qui définissait un ensemble d’initiatives visant à stopper le déclin de la ville. On peut aussi noter que des accusations ont aussi frappé le Scottish Office, le ministère de l’Écosse au sein du gouvernement britannique. Il était accusé de vouloir limiter la puissance économique et politique de Glasgow de l’après guerre en détournant les investissements étrangers vers les nouvelles industries installées dans d’autres régions écossaises comme cela s’est fait dans la Silicon Glen et en créant plusieurs villes nouvelles à Cumbernauld, Glenrothes, Irvine, Livingston et East Kilbride.

### Le renouveau

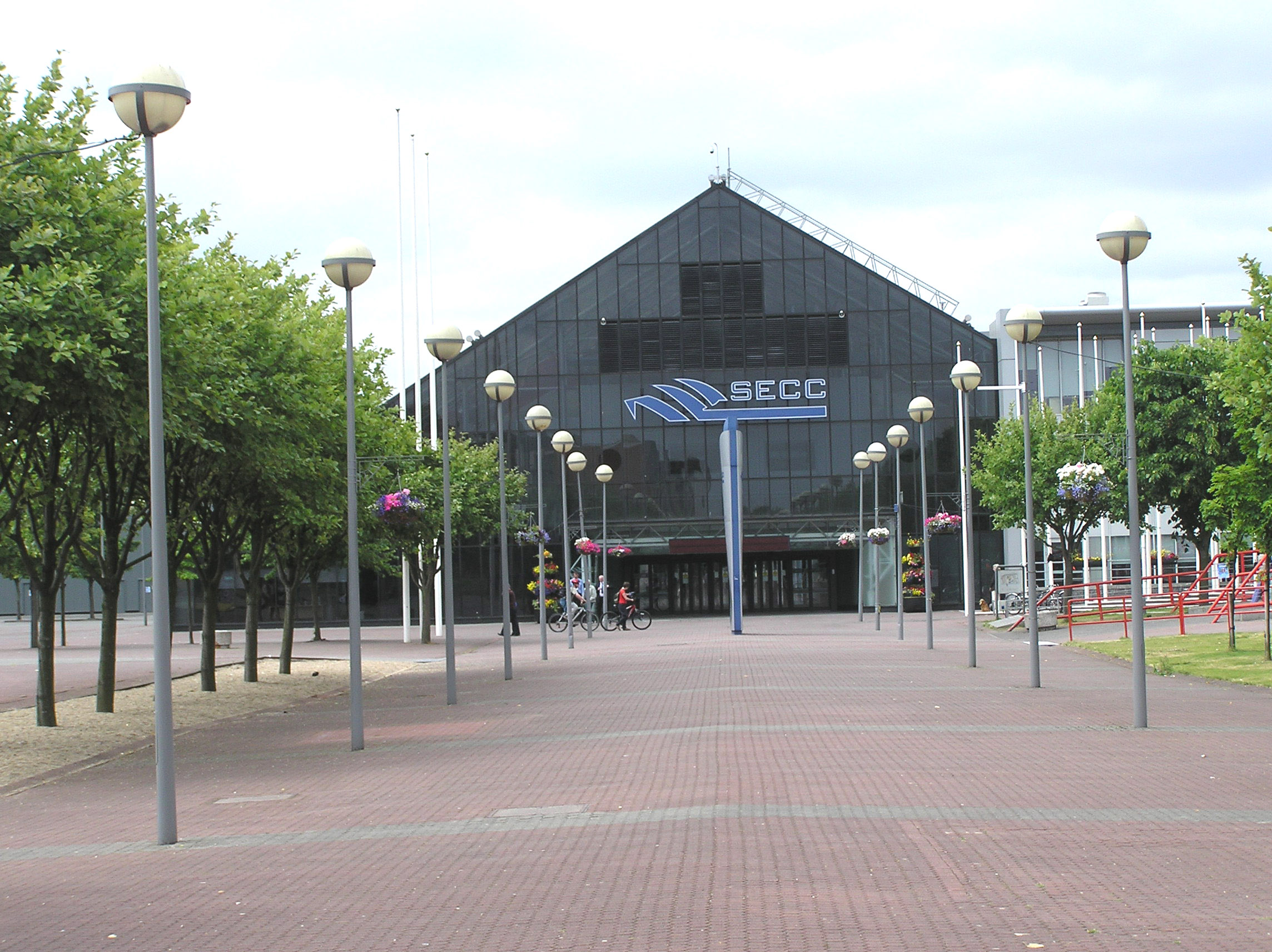
Scottish Exhibition and Conference Centre.

Toutefois, à la fin des années 1980, Glasgow connaît un rebond de son économie. Des efforts sont réalisés pour diversifier l’économie et la redynamiser en provoquant une renaissance culturelle de la ville. Le « Glasgow's miles better » est lancé en 1983 pour promouvoir Glasgow comme destination touristique et lieu d’accueil pour les industriels. Cela se traduit par l’ouverture la même année de la Collection Burrell puis du Scottish Exhibition and Conference Centre en 1985. Glasgow cherche à attirer les investissements étrangers. Le potentiel culturel est affirmé avec la création du Glasgow Garden Festival en 1988, l’obtention du statut de capitale européenne de la culture en 1990. Le renouveau économique se traduit par la régénération des quartiers du centre ville, y compris le grand programme du Clyde Waterfront Regeneration. On assiste alors au retour des populations aisées dans ces quartiers anciennement défavorisés.
Glasgow se trouve aujourd’hui parmi les cinquante villes les plus sûres au monde d’après le classement du cabinet de consultants Mercer et les guides touristiques Lonely Planet la place parmi le top 10 des villes touristiques.
En dépit de la renaissance économique de la ville, certains quartiers comme l’East End restent largement défavorisés. Un audit économique réalisé en 2007 rapporte que les inégalités entre quartiers défavorisés et quartiers prospères s’aggravent. En 2006, 47 % de la population de Glasgow vivait dans les 15 % des zones les plus défavorisées d’Écosse. Les services sociaux de la ville rapportent que 24 % de la population active de la ville est sans emploi. Bien que légèrement inférieur à la moyenne britannique, Glasgow a un taux d'emploi supérieur à d'autres métropoles industrielles équivalentes comme Birmingham, Liverpool et Manchester. L’espérance de vie des habitants, en 2021, s'élève à 73,6 ans pour les hommes.
En novembre 2021, la ville accueille la COP 26.